# Isabelle de Montolieu
Pour les articles homonymes, voir Montolieu (homonymie).
Isabelle de Montolieu, née Elisabeth Jeanne Pauline (dite Isabelle) Polier de Bottens, est une femme de lettres vaudoise, auteur de romans et de traductions, née le 7 mai 1751 à Lausanne et morte le 29 décembre 1832 dans sa maison de Vennes (désormais sur la commune de Lausanne).

## Biographie

### Naissance et enfance
Isabelle est la fille d'Antoine-Noé de Polier (1713-1783), originaire de Villefranche-de-Rouergue, seigneur de Bottens, professeur de théologie, et d'Elizabeth-Antoinette-Suzanne de Lagier de Pluvianes. Elle naît à Lausanne en 1751. Enfant, elle vit dans la maison des parents de sa mère, où elle est peut-être également née.
À 11 ans, elle fait la connaissance de Jean-Jacques Rousseau qui l'influence notablement, ainsi qu'elle l'écrit dans la préface du Serin :

« J'ai connu Rousseau personnellement dans mon enfance, et j'ai passé quelque temps avec lui à Yverdon chez Mr de Gingins de Moiry, qui était mon proche parent. J'avais alors l'âge que je suppose à Rosine, j'ai donc pu le peindre, d'après nature, et je crois avoir bien saisi sa manière et son caractère… »

Isabelle épouse Benjamin-Adolphe de Crousaz le 6 juillet 1769 à Prilly et prend le nom d'Isabelle de Montolieu Polier de Crousaz. Les jeunes époux habitent probablement à la rue de Bourg, soit à la maison Polier (no 6 actuel), soit à la maison de Crousaz (no 18 actuel). De leur union naissent deux enfants, dont un seul survit, Henri-Antoine de Crousaz, né le 24 mars 1770. Benjamin-Adolphe meurt de maladie le 19 décembre 1775, à 32 ans. Pendant son veuvage, elle se lie d'amitié avec Mme de Genlis qui lui est d'un grand réconfort.
Elle fait la connaissance du baron Louis de Montolieu, gentilhomme du Languedoc, et l'épouse après onze ans de veuvage, le 9 août 1786, à Saint-Sulpice. C'est sous le nom de son second mari qu'elle devient célèbre dans le monde littéraire. Pendant cette période, elle se lie d'amitié avec le marquis de Lezay-Marnésia et son fils Adrien. Le baron de Montolieu, paralysé, décède le 15 février 1800.
Après la mort de son mari, Isabelle de Montolieu s'adonne encore plus à l'écriture. Elle publie des pièces de théâtre, des récits historiques, des adaptations et des traductions de romans, notamment d'œuvres allemandes ou anglaises. En 1816 paraissent les Châteaux suisses. Elle entretient une correspondance avec Edward Gibbon. Elle vit toujours à la rue de Bourg mais se rend parfois en été à La Maisonnette, sa résidence de Bussigny. Souffrant à son tour de paralysie, vers la fin de sa vie, Isabelle de Montolieu fait de longs séjours dans la maison de campagne de Vennes (actuellement au nord de la commune de Lausanne), habitée dès 1828 par son fils.
Elle meurt le 29 décembre 1832 à Vennes, un jour avant son fils. Tous deux sont enterrés au cimetière de Pierre-de-Plan. Ce caveau a disparu au moment de la construction de l'autoroute de contournement de Lausanne.

## Œuvre

### Premières œuvres reconnues
En 1786, avec la publication à Lausanne de son premier roman Caroline de Liechtfield, publié avec l'aide de G. Deyverdun, elle obtient un grand succès de librairie. Le roman est réédité la même année à Paris et, traduit par Deyverdun, à Londres.
Dès lors, on parle beaucoup d'elle et de ses travaux littéraires dans la société lausannoise et parisienne. Elle organise des réceptions dans ses appartements et y fait même jouer ses créations, comme L'Amie sans exemple en 1780. Elle produit par la suite nombre d'œuvres personnelles et de traductions qui participe à sa notoriété en Europe.

### Postérité
Quelques voies publiques et établissement portent son nom. Ainsi, une rue porte son nom à Lausanne depuis 1934. Une rue parallèle porte le nom de son fils, Henri-Antoine de Crousaz. Les deux rues se situent à proximité du Château de Vennes. L'établissement scolaire public non loin desdites rues est également nommé Établissement primaire et secondaire Isabelle-de-Montolieu. Une autre rue porte le nom d'Isabelle de Montolieu à Bussigny, à l'endroit de sa résidence La Maisonnette, entre la rue du Temple et le chemin de la Sauge.
Son œuvre, au style sentimental, a cependant mal vieilli. Emma Bovary, le personnage de Gustave Flaubert dans le roman Madame Bovary. Mœurs de province, aime lire quelques romans sentimentaux dont Caroline de Lichtfield d'Isabelle de Montolieu.
Isabelle de Montolieu est présente en tant que PNJ dans le jeu-vidéo Lausanne 1830 : histoires de registres développé en 2022 par l'EPFL.

### Principales publications
- Caroline de Lichtfield, ou Mémoires extraits des papiers d'une famille prussienne, par Mme de ***, Publié par le Traducteur de Werther, Chez P.-François Lacombe, Lausanne, 1786. (Cet ouvrage sans nom d'auteur, en deux tomes, fut publié grâce à l'aide de Jacques-Georges Deyverdun, le traducteur de Werther, et Gibbon.) - Texte en ligne à la BNR
- Le Mystère ou Mémoires de Madame Melvin, Chez Arthus Bertrand, Paris, 1795. (Cet ouvrage contient peut-être quelques éléments autobiographiques).
- Le Serin de J.-J. Rousseau, première nouvelle des Dix nouvelles, pour servir de suite à ses « Douze nouvelles » et à son « Recueil de contes », J.-J. Paschoud, Genève et Paris, 1815.
- Les Châteaux Suisses : anciennes anecdotes et chroniques, Chez Arthus Bertrand, Paris, 1817 ; nouvelle édition avec illustrations de Gustave Roux, Texte en ligne à la BNR - [lire en ligne].
- Les Chevaliers de la Cuillère, suivis du Château des Clées et de Lisély, Anecdotes suisses, Chez Arthus Bertrand, Libraire, Paris, 1823  [lire en ligne].
- Le Robinson suisse, ou Journal d'un père de famille naufragé avec ses enfans ; continué par Madame Isabelle, Baronne de Montolieu, Chez Arthus Bertrand, Libraire, 3 tomes, Paris, 1824. (Le premier tome commence par le chapitre 37 : c'est la suite et la fin des aventures de la famille Robinson, entièrement écrites par Mme de Montolieu. L'ouvrage connut un tel succès, qu'il eut plus de quatre rééditions la même année.)

### Traductions / adaptations
Elle a réalisé plus de 100 traductions ou adaptations d'ouvrages, dont :
- Raison et Sensibilité, ou les Deux Manières d'Aimer (Sense and Sensibility) de Jane Austen, auquel elle ajoute une fin de son cru (Arthus Bertrand, 1815)
- La Famille Elliot, ou L'Ancienne Inclination (« traduction libre » de Persuasion) de Jane Austen (Arthus Bertrand, 1821)
- Le Robinson suisse, ou Journal d'un père de famille, naufragé avec ses enfants. (Ouvrage paru en 1814 en quatre tomes qui est la traduction du roman de Johann David Wyss, mais remaniée. Isabelle de Montolieu, dans son édition de 1824, rajoutera plusieurs chapitres et une fin, tout en corrigeant les lourdeurs moralisantes de l'original. Sa version remaniée et complétée sera à la base de la plupart des traductions anglaises de ce roman : cf. par exemple celle de William Henry Giles Kingston).
- Ludovico, le fils d'un homme de génie (The Son of a Genius) de Barbara Hofland (Arthus Bertrand, 1817).
- Ondine de Friedrich de la Motte-Fouqué, éd. Arthus Bertrand, 1818
- Olivier (Olivier) de Caroline Pichler, née Greiner, Arthus Bertrand, 1823, Tome I & II
- Le nécromancien, ou Le prince à Venise, mémoires du comte d'O*** traduit de Der Geisterseher (Aus den Memoiren des Grafen von O**) de Friedrich von Schiller, 1811, Texte en ligne sur Wikisource

## Citations
- « Ma patrie est celle de Jean-Jacques Rousseau. Je fus longtemps enthousiaste de son génie et de ses ouvrages. »
- « Convenez, que la vie est bien triste et l'amitié bien douce. »

### Sources et bibliographie
- Louis Polla, Rues de Lausanne, Lausanne, éditions 24 heures, 1981, pages 58–59.  (ISBN 2826500503)